# Емилия Прима (съпруга на Туберон)
Емилия Прима Паула (на латински: Prima Aemilia L. f. L. n. Paulla) e знатна римллянка от 1 век пр.н.е. и 1 век.

## Биография
Произлиза от клон Павел на фамилията Емилии (Aemilii Paulli).
Тя се омъжва за Квинт Елий Туберон (консул 11 пр.н.е.). Той репарира по нареждане на император Август акведуктите на Рим Аква Апия, Анио Ветус, Аква Марция, Аква Тепула и Аква Юлия.
Двамата имат син Секст Елий Кат (консул 4 г.), който е баща на Елия Катела и Елия Петина, втората съпруга на по-късния император Клавдий през 28 г. и дядо на Клавдия Антония. Вероятно синът им осиновява Луций Елий Сеян, преториански префект през 14 г., консул през 31 г. и обвинен в заговор против император Тиберий.